# Simuliidae
Famille
Les simulies, dénommées « moutmout » en Afrique, aussi identifiées comme « arabic » en Provence, appartiennent à la famille des Simuliidae (Simuliidés ou Simulidés), des diptères nématocères ayant une grande importance médicale.

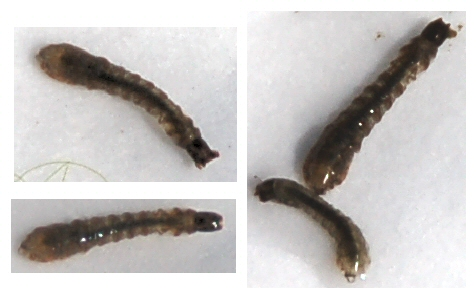
Larves d'une espèce de la famille des Simuliidae.

Ces petites mouches de 1 à 5 mm sont impliquées dans l'onchocercose humaine surnommée « cécité des rivières », la plus grave des filarioses humaines, qui est due au nématode Onchocerca volvulus transporté par les mouches.
1 300 espèces de simulies ont été décrites de par le monde.

## Liste des genres
Selon Catalogue of Life (1er mars 2013) :
- genre Araucnephia
- genre Araucnephioides
- genre Austrosimulium
- genre Cnephia
- genre Cnesia
- genre Crozetia
- genre Ectemnia
- genre Gallipodus
- genre Gigantodax
- genre Greniera
- genre Gymnopais
- genre Helodon
- genre Levitinia
- genre Lutzsimulium
- genre Metacnephia
- genre Paracnephia
- genre Parasimulium
- genre Paraustrosimulium
- genre Prosimulium
- genre Simulium
- genre Stegopterna
- genre Sulcicnephia
- genre Tlalocomyia
- genre Twinnia

## Liste des sous-familles
Selon ITIS (1 mars 2013) :
- sous-famille Parasimuliinae
- sous-famille Simuliinae

## Caractéristiques

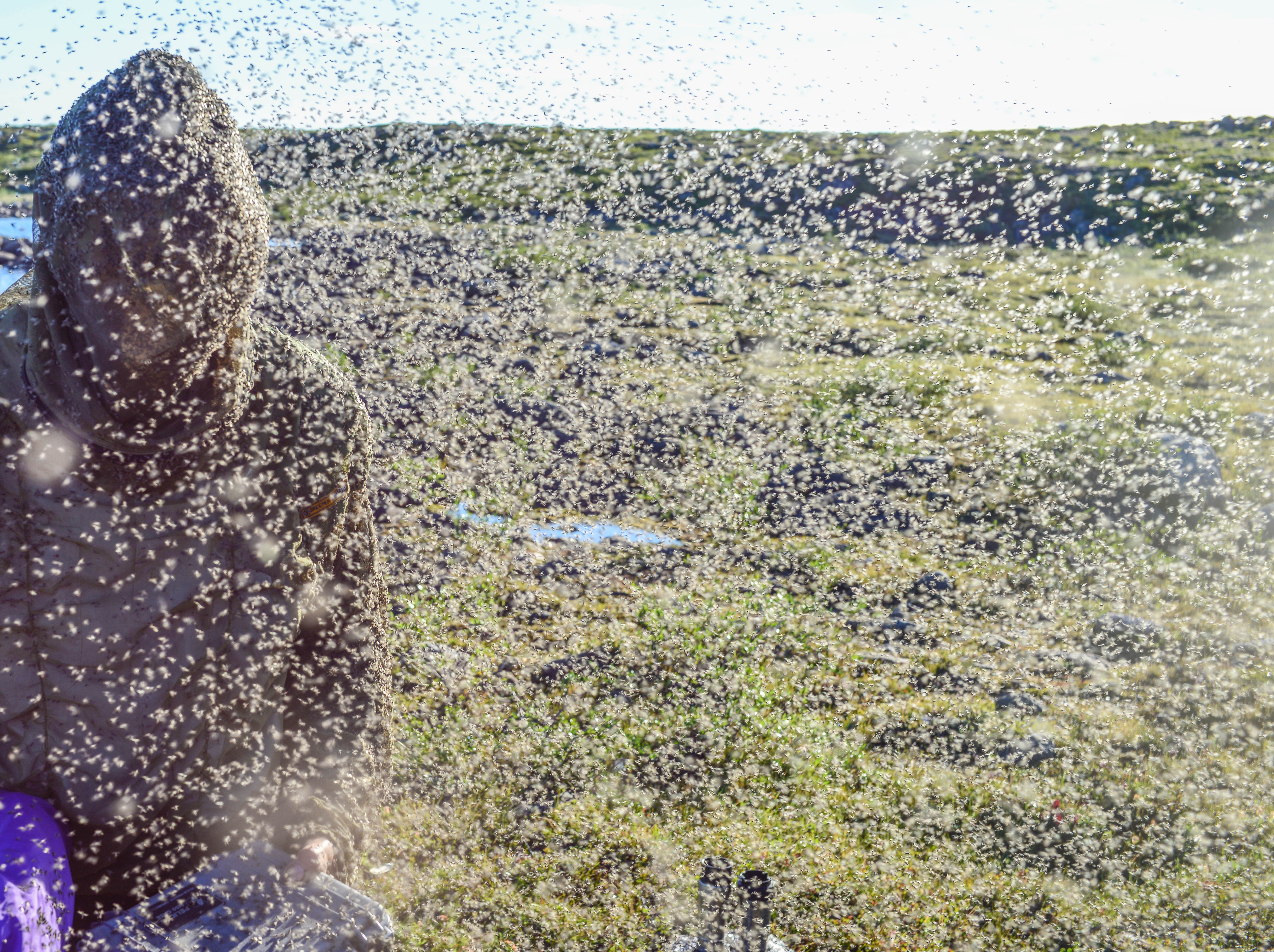
Attaque de simulies dans l'Arctique canadien. Rivière Dubawnt, Nunavut.

La principale caractéristique écologique des simulies réside dans l'habitat des stades larvaires et nymphaux formé d'eau douce au courant rapide.
Les œufs sont pondus en groupe de 150 à 500 sur un support partiellement immergé (pierre, branchage, végétal) et éclosent 2 à 7 jours plus tard. Dans certains cas, il peut y avoir un arrêt de développement à ce stade.
Le développement larvaire immergé comporte 6 à 8 stades successifs d'une durée totale de 1 à 2 semaines en milieu tropical. Les larves, à branchies dorsales rétractiles, vivent fixées sur les rochers des cascades grâce à une sécrétion glutineuse déposée sur les crochets postérieurs reliés au support. 
Le stade nymphal, immergé également, dure 2 à 10 jours. La nymphe, qui possède deux cornes respiratoires ramifiées, est fixée ventralement au substrat. L'émergence de l'adulte est diurne et rapide, remontant à la surface et s'envolant immédiatement.
La fécondation des femelles a lieu en vol.
Les deux sexes se nourrissent du nectar des fleurs et seule la femelle est hématophage, ayant besoin d'un repas de sang pour réaliser sa ponte. Ces repas de sang sont presque toujours diurnes, à l'extérieur des habitations, sur des vertébrés homéothermes.